# Finder (Manga)
Finder (jap. ファインダーシリーズ Faindā Shirīzu oder ファインダーの標的 Finder no Hyōteki) ist eine Manga-Serie, die in dem Boys-Love-Genre einzuordnen ist. Sie stammt von der japanischen Zeichnerin Ayano Yamane und wird seit 2002 veröffentlicht. Es sind bisher 13 Bände erschienen und in mehrere Sprachen übersetzt worden.

## Inhalt
Akihito Takaba ist Fotograf mit Leib und Seele. Am liebsten verfolgt er Geschichten mit den Yakuza und anderen Kriminellen, die er sowohl an die Zeitungen als auch an die Polizei verkaufen kann. 
Bei einem dieser Jobs fotografiert er Ryuichi Asami, der seine Beteiligung an den schmutzigen Geschäften der Yakuza bisher geheim halten konnte. Asami bemerkt, dass jemand den Deal gesehen und fotografiert hat und will die Film-Negative haben. Er geht dabei nicht zimperlich mit Akihito um, als er dessen habhaft wird. Doch auch nachdem sich Akihito von diesem ersten Zusammenstoß mit Asami wieder leidlich erholt hat, kann er es nicht lassen, weiter zu fotografieren. Und die nächste Auseinandersetzung mit Asami lässt nicht lange auf sich warten.
Asami entwickelt langsam eine gewisse Vorliebe für Akihito, was dafür sorgt, dass sich ihre Wege entgegen Akihitos Wunsch immer häufiger kreuzen. Bis Akihito tief in die Machtkämpfe der unterschiedlichen Mafia-Gruppen hinein gezogen wird, als der chinesische Triaden-Chef Feilong ihn nach China entführen lässt, um Asami damit zu treffen.

## Veröffentlichung
Der Manga erschien ab 2002 beim japanischen Verlag Biblos im Magazin Be×Boy, der auch drei Sammelbände veröffentlichte. Ab 2007 wechselte die Reihe dann zu Libre, die die ersten drei Bände erneut veröffentlichten, wonach weitere folgten. Bisher erschienen 14 Bände (Stand: November 2024).
- Band 1: Finder no Hyōteki (ファインダーの標的, Faindā no Hyōteki, Untertitel: You’re My Love Prize in Viewfinder)
- Band 2: Finder no Ori (ファインダーの檻, Faindā no Ori, Untertitel: You’re My Love Prize in Binding Cage)
- Band 3: Finder no Sekiyoku (ファインダーの隻翼, Faindā no Sekiyoku, Untertitel: You’re My Love Prize of One Wing)
- Band 4: Finder no Ryoshū (ファインダーの虜囚, Faindā no Ryoshū)
- Band 5: Finder no Shinjitsu (ファインダーの真実, Faindā no Shinjitsu)
- Band 6: Finder no Netsujō (ファインダーの熱情, Faindā no Netsujō)

Eine deutsche Übersetzung von Josef Shanel erscheint seit 2008 bei Tokyopop in bisher 13 Bänden (Stand: Februar 2025). Band 1 Finder: Im Fadenkreuz ist von der Bundesprüfstelle für jugendgefährdende Medien auf den Index für Jugendgefährdende Schriften gesetzt worden und daher nur für Erwachsene verfügbar. Der Band darf weder beworben noch offen angeboten werden. Begründet wurde die Indizierung mit der Verharmlosung einer Vergewaltigung. Die 2011 erschienene Neuauflage des bis dahin vergriffenen Band 1 hat daran nichts geändert, da sich die neue Bearbeitung nur auf die Übersetzung erstreckte, eine Zensur fand nach Angaben von Tokyopop nicht statt. Es existieren Übersetzungen der ersten Bände ins Englische, Italienische, Chinesische, Französische und Polnische. 

## Adaptionen

### Anime
Am 29. Februar 2012 wurde von ANiMix Project in Japan eine Original Video Animation zum Manga veröffentlicht. An der einfach animierten Umsetzung mit dem Titel Finder no Hyōteki (ファインダーの標的, Faindā no Hyōteki) wirkten die Seiyū Tetsuya Kakihara als Akihito, Takaya Kuroda als Asami und Nobuo Tobita als Feilong mit.

### Hörspiel
Geneon Entertainment veröffentlichte 2007 ein Hörspiel in zwei CDs. 2011 erschienen bei Libre Publishing zwei weitere Hörspiel-CDs, die eine Adaption des dritten Bandes enthalten.

### Artbook
Das 2007 erschienene Artbook umfasst neben einer Vorstellung der Charaktere und Einblicke in die Handlung einen Zusatzcomic, ein Interview zwischen der Autorin und Ryoji Minagawa, dem Project-Arms-Autor, und einen Einblick in die Arbeitsweise von Ayano Yamane.

## Rezeption
Angesichts der expliziten Sexszenen mit Vergewaltigungen und SM-Praktiken sei die Geschichte „angemessen düster und nachdenklich“ geschrieben, so Jason Thompson. Die Nebengeschichten beschäftigten sich mit eher konventionellen, sogar humorvoll erzählten Paaren, wobei auch hier meist Zwang im Spiel sei. Der Stil mit seinen „coolen, attraktiven, gutaussehenden“ und fein gezeichneten Männern sei ein großer Pluspunkt des Mangas.